# Саканоуэ-но Тамурамаро
Саканоуэ-но Тамурамаро (яп. 坂上田村麻呂) (758—17 июня 811) — японский полководец эпохи Хэйан. Занимал должность дайнагона (старшего государственного секретаря), имел старшую степень третьего класса, одновременно был старшим командиром (тайсё) правой лейб-гвардии (уконъэ). Награждён Орденом Почёта второй степени. Посмертно удостоен младшей степени второго класса.
Родился в 758 г. Второй (согласно некоторым источникам — третий) сын Саканоуэ но Каритамаро. Согласно «Истории рода Саканоуэ», и дед Тамурамаро, Саканоуэ-но Инукай, и его отец Каритамаро были военными, и Тамурамаро тоже пошёл служить в лейб-гвардию (коноэфу).

## Покорение эдзо
Тамурамаро ещё в молодости участвовал в походах против населявших область Муцу племен эдзо. В 789 г. японская армия под командованием Ки-но Косами не смогла разбить армию эдзо, которой командовал эдзоский полководец Оцука Атэруй. Однако в этом походе Тамурамаро приобрел драгоценный опыт, и в 791 г., когда император поручил Отомо Отомаро подготовить новый поход, Тамурамаро был назначен одним из четырёх его заместителей. В 795 г. император вручил Отомо меч сэтто — символ его полномочий как командующего. Была проведена мобилизация, после которой численность армии, по данным древних летописей, составила 100 000 человек — огромное по тем временам количество воинов (при том что в армии эдзо даже в лучшие её времена было не более 2 000 человек). Однако успехи оказались весьма скромными. В своем докладе Отомо сообщил: «Убито 457 человек, захвачено 150 пленных и 85 лошадей, сожжено 75 деревень».
В 796 г. Тамурамаро был назначен сначала на должности Муцу-адзэти (ревизора по области Муцу) и Муцу-сю (правителя области Муцу), а затем и на должность тиндзюфу-сёгуна. Ещё через год он был назначен сэйи-тайсёгуном.
Принято считать, что именно Тамурамаро в 798 г. основал в Киото знаменитый храм Киёмидзу, однако достоверных доказательств этому нет.
В 801 г. Тамурамаро получил от императора меч сэтто и начал готовить новое наступление против эдзо. На этот раз его армия насчитывала 40 000 человек. Через полгода он сообщил, что противник разгромлен, и, вернувшись в столицу, возвратил меч сэтто императору.

Однако уже через месяц император Камму снова объявил:
Варвары из Муцу уже долгие годы вторгаются в наши земли и убивают наших людей. Поэтому я поручаю Саканоуэ Тамурамаро покарать их и избавить нас от них.
 Тамурамаро вернулся в Муцу и начал строить в центре варварских земель замок Исава, в который планировалось переселить 4 000 человек из других областей. Этот замок должен был служить опорной базой для военных операций против эдзо.
В 802 г. Тамурамаро сообщает о важном событии: в плен сдались 500 эдзо, в том числе двое вождей — Оцука Атэруй и Иватомо Морэ. Он привозит их в столицу и предлагает отпустить их в надежде на то, что те убедят остальных эдзо прекратить войну. Однако столичные чиновники, раздраженные затянувшейся кампанией, заявляют, что «делать добро дикарям — все равно что подкармливать тигра» и что эдзо понимают только язык силы. Атэруя и Морэ казнят. Это единственный известный случай, когда взятых в плен эдзо казнили. Обычно пленников просто переселяли в «цивилизованные» районы страны. Что же касается предводителей, то тех из них, кто соглашался признать власть императора, обычно вообще ждал очень теплый прием. Но в данном случае Тамурамаро, обещавший Атэрую при сдаче в плен неприкосновенность, оказался не в силах сдержать своё обещание.
В 803 г. Тамурамаро построил ещё один замок — Сива — и тем самым отодвинул границы освоенных земель ещё дальше на север.
В 804 г. Тамурамаро собирался начать новый поход, но внезапно политический курс резко изменился. Император Камму предложил двум придворным, Сугэно Мамити и Фудзивара Оцугу, устроить диспут о том, какой должна быть государственная политика Японии. На диспуте Фудзивара заявил, что народ устал от двух вещей: войны и постоянного строительства. Если их прекратить, народ будет доволен. Императору понравились рассуждения Фудзивара, и он распорядился прекратить военные действия против эдзо и дорогостоящие строительные проекты.
За свои военные заслуги в 805 г. Тамурамаро получил в правительстве пост советника (санги), в 806 г. — пост среднего секретаря (тюнагон). Одновременно с 807 г. он занимал пост старшего командира (тайсё) правой лейб-гвардии (уконъэ).

## Инцидент с Кусуко
В 810 г. бывший император Хэйдзэй, за год до этого по болезни отрекшийся от престола в пользу своего младшего брата Сага и уехавший из Киото в Нару, выздоровел. Подстрекаемый старшей фрейлиной (найси-но ками) Фудзивара-но Кусуко (по имени которой все последовавшие за этим события получили название «Кусуко-но хэн» — «инцидента с Кусуко») и её братом Наканари, он решил вернуть себе престол. В качестве первого шага 11 октября он неожиданно издал указ о том, что столица переносится обратно в Нару. Его заявление было для Сага полной неожиданностью и вызвало в государстве немалый переполох. Однако Сага предпочел не отменять его указ сразу же, а направил в Нару комиссию из трех преданных ему людей (в том числе Тамурамаро), официально обозначив их должность как дзогуси — наблюдатели за строительством нового дворца. В действительности дзогуси должны были следить за развитием событий и докладывать обо всем императору.
15 октября Сага переходит к решительным действиям. Он накладывает вето на указ о переносе столицы. Заставные области (Исэ, Оми и Мино) получают приказ перекрыть все дороги. Императорская гвардия арестовывает Наканари. Император лишает Кусуко и Наканари всех постов и званий. Трое дзогуси, напротив, получают повышение: Тамурамаро, в частности, назначается старшим секретарем (дайнагоном).
16 октября по подозрению в причастности к заговору гвардейцы арестовывают ещё несколько человек, в том числе Бунъя-но Ватамаро. Хэйдзэй, узнав о действиях Сага, приходит в ярость и объявляет, что уезжает из Нары. Он намерен поехать в восточные области и собрать собственную армию из самураев Канто. Придворные пытаются отговорить его, но Хэйдзэй прислушивается только к советам Кусуко, а та твердо намерена стать императрицей. Сага, узнав о планах Хэйдзэя, приказывает Тамурамаро любой ценой перехватить его в пути. Тамурамаро отвечает, что для выполнения этого задания ему потребуется помощь его боевого товарища, Бунъя но Ватамаро. На самом деле он просто использует удобный момент, чтобы походатайствовать за своего друга, с которым они в своё время вместе воевали против эдзо. Император объявляет о помиловании Ватамаро и даже вводит его в правительство. Вечером того же дня казнят Наканари.
Тамурамаро берется за дело: своего старшего сына Хироно он посылает перекрыть пути в Оми, а сам устраивает засаду в Мино. Однако так далеко Хэйдзэй и Кусуко не добрались: практически на выезде из Нары они наткнулись на патруль. Поняв, что дело проиграно, они 17 октября вернулись в Нару. Кусуко покончила с собой, выпив яд, а Хэйдзэй постригся в монахи.
17 июня 811 г. в возрасте 54 лет Тамурамаро умер. Император Сага в знак скорби отложил на день все государственные дела и сложил оду в честь Тамурамаро. Посмертно Тамурамаро была присвоена младшая степень второго класса. У Тамурамаро было девять сыновей и одна дочь, Харуко, которая была наложницей императора Камму и матерью принца Фудзии-синно, наместника Дадзайфу, и принцессы Касуга-найсинно.

## Основные даты
- 780 г. — в возрасте 23 лет поступает на службу в лейб-гвардию (коноэ).
- 785 г. — получает повышение: вместо старшего разряда старшей степени шестого класса получает младший разряд младшей степени пятого класса.
- 787 г. — получает при дворе должность такуми-но сукэ, а в лейб-гвардии — должность младшего командира (сёсё).
- 788 г. — назначается помощником (сукэ) губернатора Этиго.
- 790 г. — назначается губернатором (ками) Этиго.
- 791 г. — служит в управлении по мобилизации и вооружению по области Токайдо; назначается сэйто-фукуси — «помощником посла-покорителя востока».
- 792 г. — получает старший разряд младшей степени пятого класса; должность сэйто-фукуси переименовывается в сэйи-фукуси — «помощник посла—покорителя варваров».
- 794 г. — отряд Саканоуэ но Тамурамаро проводит успешную операцию против эдзо; Отомо но Отомаро сообщает об одержанной победе.
- 795 г. — получает младший разряд младшей степени четвёртого класса и должность моку-но ками.
- 796 г. — назначается ревизором (адзэти) областей Муцу и Дэва и правителем Муцу, а также тиндзюфу-сёгуном — начальником управления обороны.
- 797 г. — становится сэйи-тайсёгуном — главнокомандующим в войне против эдзо.
- 798 г. — получает старший разряд младшей степени четвёртого класса; строит храм Киёмидзу.
- 799 г. — становится заместителем среднего командира (кэнтюсё) лейб-гвардии.
- 800 г. — назначается на должность фусю — специального уполномоченного по борьбе с варварами.
- 801 г. — получает меч сэтто; докладывает о победе над эдзо; возвращается в столицу; получает младшую степень третьего класса и становится средним командиром (тюсё) лейб-гвардии.
- 802 г. — строит в Муцу замок Исава; захватывает в плен Атэруя и Морэ и привозит их в столицу.
- 803 г. — строит замок Сива; возглавляет министерство юстиции.
- 804 г. — снова становится сэйи-тайсёгуном; руководит строительством пагоды Ниситэра; руководит строительством временных резиденций императора в областях Идзуми и Сетцу.
- 805 г. — становится советником (санги).
- 806 г. — становится средним секретарем (тюнагоном) и старшим командиром внутренней охраны.
- 807 г. — становится старшим командиром правой лейб-гвардии, камергером (дзидзю) и военным министром.
- 809 г. — получает старшую степень третьего класса.
- 810 г. — становится старшим секретарем (дайнагоном) и во время «инцидента с Кусуко» препятствует бегству бывшего императора Хэйдзэя в Канто.
- 811 г. — умирает в своей временной резиденции в Ямасира; посмертно удостоен младшей ступени второго класса.